# Derambila alucitaria
Derambila alucitaria är en fjärilsart som beskrevs av Pieter Cornelius Tobias Snellen 1873. Derambila alucitaria ingår i släktet Derambila och familjen mätare. Inga underarter finns listade i Catalogue of Life.